# Кожемякин, Анатолий Иванович
Анатолий Иванович Кожемякин — советский хозяйственный и государственный деятель, лауреат Государственной премии СССР за выдающиеся достижения в труде.

## Биография
Родился в 1945 году в Приморском крае. Член КПСС.
В 1965—1995 — горнорабочий очистного забоя, бригадир горнорабочих очистного забоя шахты «Центральная» треста «Приморскуголь» Министерства угольной промышленности СССР.
За большой личный вклад в увеличение добычи угля был в составе коллектива удостоен Государственной премии СССР за выдающиеся достижения в труде 1986 года.
Делегат XVIII съезда профсоюзов СССР.
Жил в Партизанске.

## Награды
- Орден Трудовой Славы II степени
- Орден Трудовой Славы III степени